# Cahit Arf

Cahit Arf

Cahit Arf (n. 11 octombrie 1910, Salonic, Imperiul Otoman – d. 26 decembrie 1997, Istanbul, Turcia) a fost un matematician turc. Alături de Selman Akbulut, a fost considerat unul dintre cei mai mari matematicieni turci ai secolului al XX-lea.
Forma pătratică numită invariantul lui Arf, cu aplicații în topologia geometrică, îi poartă numele.